# Ricardo Streiff
Ricardo Streiff (Buenos Aires; 22 de septiembre de 1961) es un actor, comediante, compositor, escritor, guionista, dramaturgo, presentador y productor audiovisual argentino. 
Es un precursor en el teatro callejero porteño, su banda de rock Triciclosclos, marcó un hito en el rock y la comicidad argentinos. También es reconocido por formar parte del elenco de Peligro: Sin codificar, interpretando una variedad de personajes a lo largo de 6 años.

## Biografía
Ricardo Streiff ingresó en 1979 a la carrera de Ingeniería mecánica de la Universidad Tecnológica Nacional, carrera que abandonaría 3 años después. En 1981, ingresa a la escuela de Mimo y forma una banda llamada Doctor Insobornable y sus monstruos de plastilina, trío de guitarra, bajo y batería, donde Streiff cantaba y tocaba el bajo y con la cual debuta el 17 de julio de 1982 en el Cine Teatro del Plata y luego de algunos meses realiza una segunda presentación en La Manzana de las Luces, para disolver el grupo un año después.

## Carrera artística
En 1982, realiza sus primeras presentaciones callejeras como mimo, junto a algunos compañeros de la Escuela de Mimo. Con el advenimiento de la democracia en Argentina, comenzó presentarse como mimo en plazas y parques de la ciudad de Buenos Aires -actividad que seguiría desarrollando sin pausa hasta 1991.
En 1989, es invitado a participar del FRECOPO ( Frente Cómico Popular) espectáculo experimental de comicidad, sobre una idea de Norman Briski y dirigido por Daniel Araoz. También en 1989 comienza sus estudios teatrales con Norman Briski.
En 1990, junto a algunos compañeros del Frecopo forma el grupo Triciclosclos y comienza a componer algunas canciones que formarían el repertorio de la banda, haciendo presentaciones en distintos lugares de Buenos Aires. En diciembre de 1991, en un rol de cómico, protagonizó el programa televisivo Crema Americana, junto a Juan Castro, Ari Paluch, Pato Galvan y los Triciclosclos, hasta la finalización del ciclo en diciembre de 1992.
En 1992, Triciclosclos graba su primer CD. Durante 1993 condujo el ciclo radial El show de los Triciclosclos, que se transmitía por FM Rock & Pop.
En 1997 y 1998, escribió los guiones y coprotagonizó junto a Alejandro Fantino, Anita Martínez, Daniel Araoz y Ariel "Meteoro" Mendieta, el programa de televisión Club Social y Deportivo que se emitía por TyC Sports.
En 1999 y 2000, se desempeñó como guionista en el programa televisivo Videomatch que se emitía por Telefe.
En 2001, realizó la producción y dirección artística del ciclo radial, Dólares, guirnaldas y fantasía, que se emitía por FM la Isla, donde también realizaba participaciones humorísticas.
En 2010 abandona el grupo Tricicloclos y el grupo se disuelve. En ese mismo año hace su primera participación en el programa de televisión de carácter humorístico Sin codificar, interpretando en 4 diferentes oportunidades a Victor Hugo, el amaestrador de animales. Desde 2012 se incorporó al elenco estable del programa de televisión argentino Sin Codificar que se emitiría en Telefe bajo el nuevo nombre Peligro: Sin codificar hasta el año 2018. En 2013 los Tricicloclos se vuelven a reunir para realizar un último concierto y el 10 de mayo de 2013, Streiff participa del concierto despedida en Unione e Benevolenza, de la Ciudad de Buenos Aires. En ese mismo año, participa del rodaje del programa televisivo Animal que cuenta, que se emitiera dos años más tarde por Canal Encuentro, coprotagonizando el capítulo 1 junto a Claudio María Domínguez y el capítulo 4 junto a su amigo Chacovachi. En marzo de 2015 es convocado, junto a compañeros de Sin Codificar, para participar en el ciclo radial Dale vieja dale, programa que se disolvería en septiembre del mismo año.

## Filmografía

### Cine
- 1999: La edad del sol
- 2013: Solo para payasos.[5]

### Televisión
- Crema Americana (1991 - 1992) América TV, canal 2, La Plata, Argentina
- Sin condena, Canal 9, Buenos Aires, Argentina
- Club Social y deportivo (1997- 1998) TyC Sports
- Mar de fondo (1999-2003) TyC Sports
- 099 central (episodios 26 y 27)
- Peligro Sin Codificar (2012 -2015) America TV y TELEFE

### Radio
- El show de los Tricicloscos. FM rock & pop (1993)
- El show de los Triciclosclos. FM La Boca (1995)
- Dólares , guirnaldas y fantasía. FM La isla (2000)
- Dale vieja dale. FM Radio con vos (2015)
- Despierta corazón.  FM Pop Radio 101.5 (2016-presente)

### Teatro y conciertos
- El mimo tarado. Parque Chacabuco (1983 a 1986)
- FRECOPO ( frente de cómicos populares), Teatro Calibán) 1989
- El show de los Triciclitos. Parque Centenario y gira por la provincia de Bs. As.(1989 a 1991)
- Cabarute Popó, Liberarte y Centro Cultural Rojas (1991)
- EL Tara Club Show. Teatro Calibán 1991
- Veladas paquete, Liberarte (1993)
- La cara vana de la risa, Liberarte (1997)
- El Parripollo Show. La Sodería(2010)

## Discografía

### Álbumes de estudio
Triciclosclos; Merde, ninguno de nosotros tiene los ojos claros (1992) EMI & Polygram

### Videografía
- Ricardo Streiff